# Мале (Белгия)
Вижте пояснителната страница за други значения на Мале.
Мале (на нидерландски: Malle) е селище в Северна Белгия, провинция Антверпен. Намира се на 20 km североизточно от град Антверпен. Населението му е около 14 100 души (2006).
В Мале се намира известната пивоварна Брауверей Вестмале.